# جوک‌های رادیو ایروان
جوک‌های رادیو ایروان یا جوک‌های رادیو ارمنی در اتحاد جماهیر شوروی سوسیالیستی و دیگر کشورهای بلوک شرق کمونیستی سابق از نیمه دوم قرن بیستم محبوب بوده‌اند. این جوک‌ها به صورت پرسش و پاسخ هستند و وانمود می‌شود که به صورت پرسش و پاسخ از رادیو ایروان پخش شده‌اند. یک قالب معمول جوک‌ها به این صورت بود: «از رادیو ایروان سؤال شد» و «رادیو ایروان پاسخ داد.»
نمونه‌هایی از جوک‌های رادیو ایروان عبارتند از:
- از رادیو ایروان سؤال شد: "راست است که ولادیمیر مایاکوفسکی شاعر خودکشی کرد؟ "

رادیو ایروان پاسخ داد: "بله، درست است، و حتی سیاهه آخرین کلماتش هم ضبط شده: «رفقا، شلیک نکنید»
- از رادیو ایروان سؤال شد: "راست است که در شوروی (در برخی نسخه‌ها، روسیه) درست مانند آمریکا آزادی بیان هست؟"

رادیو ایروان پاسخ داد: "به طور اصول، بله. در آمریکا، شما می‌توانید در مقابل کاخ سفید بایستید و داد بزنید، “مرگ بر ریگان!”, و مجازات نخواهید شد. به طور برابر، شما می‌توانید در میدان سرخ مسکو هم بایستید و داد بزنید، “مرگ بر ریگان!”, و مجازات نخواهید شد."
- از رادیو ایروان سؤال شد: "آیا یک بمب اتم واقعا می‌تواند شهر زیبایمان ایروان را با خاک یکسان کند؟"

رادیو ایروان پاسخ داد: "در حقیقت، بله. اما مسکو شهر زیباتری است."
- از رادیو ایروان سؤال شد: "زندگی در شوروی کی بهتر می‌شود؟ "

رادیو ایروان پاسخ داد: "زندگی در شوروی همیشه بهتر بوده است."
- از رادیو ایروان سؤال شد: "رفقا جنگ خواهد شد؟ "

رادیو ایروان پاسخ داد: "خیر. اما چنان تقلایی برای صلح خواهد بود که همه چیز با خاک یکسان می‌شود."

## بعد از سقوط کمونیسم
بعد از تجزیه شوروی جوک‌های رادیو ایروان نادر شدند؛ زیرا شهروندان احساس آزادی بیشتری داشتند.
- از رادیو ایروان سؤال شد: "آیا رادیو ایروان هنوز به سوالات شنوندگان پاسخ می‌دهد؟"

رادیو ایروان پاسخ داد: "خیر. چون یهودی‌ای که پاسخ‌ها را می‌نوشت درگذشت (در برخی نسخه‌ها: به اسرائیل رفت)."
با این حال، با روی کار آمدن ولادیمیر پوتین و افزایش اقتدارگرایی تحت حکومت او، جوک‌های جدیدی در قالب رادیو ایروان رایج شد که به همان اندازه شفاهی در اینترنت توزیع می‌شد. پوتین، دیگر روس‌های برجسته و اقتصاد روسیه رایج‌ترین هدف‌ها هستند، اما با در دسترس بودن بیشتر اخبار از خارج، به امور جاری غرب نیز اشاره می‌شود.
- از رادیو ایروان سؤال شد: "رئیس‌جمهور پوتین در مصاحبه با آرتی از تشدید مجازات برای افراد فاسد حمایت کرد. آیا شما می‌توانید به راحتی از مجازات سیاستمداران فاسد بگویید؟"

رادیو ایروان پاسخ داد: "بله. ما از این موضوع احساس راحتی می‌کنیم. سیاستمداران فاسد حق حضور در موزیک ویدئوها را ندارند."
- از رادیو ایروان سؤال شد: "روسیه اغلب یک دولت نفتی نامیده می‌شود. چه فرقی میان دولت نفتی با جمهوری موزی وجود دارد؟"

رادیو ایروان پاسخ داد: "در حقیقت، موز یک منبع تجدیدپذیر است."
- از رادیو ایروان سؤال شد: "آیا راهی وجود دارد تا هیلاری کلینتون وارد کاخ سفید شود؟"

رادیو ایروان پاسخ داد: "در حقیقت بله، به‌شرطی که او از بیل کلینتون جدا شود و با دونالد ترامپ ازدواج کند."

### در جریانبحران ۲۰۱۴ کریمه
در جریان درگیری‌های اوکراین با فنلاند شوخی شد.
- از رادیو ایروان سؤال شد: "چند نفر روس تبار در فنلاند زندگی می‌کنند؟ "

رادیو ایروان پاسخ داد: "این قدری هست که بشود رفراندوم داشت."